# Свидание вслепую (фильм, 2006, США, реж. Джеймс Кич)
«Свидание вслепую» (англ. «Blind dating») — американская романтическая комедия Джеймса Кича, вышедшая в прокат в 2006 году, с участием Криса Пайна, Эдди Кэй Томаса, Анджали Джай.
Теглайн фильма: «Date at your own risk» («Знакомьтесь на свой страх и риск») — аллюзия на фразу «Swim at your own risk» («Плавайте на свой страх и риск»), которую в США пишут на табличках, предупреждающих об опасности купания в определённом месте или водоёме.

## Сюжет
Главный герой фильма — Денни Валдессекки (Крис Пайн), молодой человек 22 лет, умный и очаровательный, но слепой от рождения. Денни живёт активной жизнью, играет в баскетбол, на звук посылая мяч в корзину, любит слушать фильмы и угадывать внешность киногероев, безошибочно определяет духи по запаху. Денни собирается стать адвокатом, ведь он очень чуток в общении с людьми. Его окружает дружная и заботливая итальянская семья, которая поддерживает его во всём. 
У Денни никогда не было девушки, он всё ещё девственник. Старший брат Лоренцо пытается исправить ситуацию; он устраивает Денни свидания со своими знакомыми девушками (среди которых немало проституток), но ничего не получается, ведь Денни нужна настоящая любовь, а не только секс.
Денни предлагают экспериментальную операцию: в его мозг вживят чип, который будет транслировать изображение с телекамеры, вмонтированной в очки, прямо в зрительный центр мозга. Никакой гарантии успеха нет, поэтому для эксперимента нужен человек, способный перенести неудачу, и Денни оказывается наиболее подходящим кандидатом. После долгих колебаний он соглашается. В медицинском центре он знакомится с индианкой Лизой. Между молодыми людьми вспыхивают чувства, но Лиза обручена; семьи, её и будущего жениха, уже познакомились и строят планы на жизнь молодожёнов. Мать, узнав о чувствах Лизы, убеждает её не отказываться от замужества: национальные традиции, свято соблюдаемые в диаспоре, консервативны, отказ станет оскорблением для семьи жениха и позором для её собственной. Лиза при следующей встрече говорит Денни, что они не могут быть вместе. Денни воспринимает её решение как нежелание связывать жизнь со слепым; он впадает в депрессию и пропускает посещения врача, что может сделать невозможной операцию. Всё же Денни берёт себя в руки, проходит все обследования. Также он объясняется с Лизой и узнаёт истинную причину её выбора.
Операция проходит успешно: Денни начинает видеть! Через очки с телекамерой, нечётко, в чёрно-белом цвете, но он видит! Впервые в жизни он может действительно увидеть лица родных, близких и друзей. Денни воодушевлён, семья счастлива, но после возвращения из больницы он во время интервью падает в обморок от сильной головной боли. Очевидно, что-то пошло не так. Врачи решают извлечь из мозга Денни чип, после чего он останется слепым навсегда; ему запрещают пользоваться очками с камерой, так как последствия непредсказуемы. Но Денни решает, что должен использовать последний шанс и увидеть лицо любимой девушки. Он отправляется в незнакомый район города, в ресторан, где в этот момент начинается предсвадебное торжество. Всё оказывается напрасно: он уже не видит. Однако Лиза, когда Денни появляется на пороге, забывает всё и бросается ему на шею. Жених с семьёй, видя это, молча покидают ресторан. Денни, потерявшего сознание, «Скорая помощь» отвозит в больницу. К счастью, удаление чипа происходит без видимых последствий. Денни остаётся слепым, но зато находит себе девушку.

## Критика, признание
После выхода фильм получил различные отзывы, от смешанных до негативных. Исполнитель главной роли Крис Пайн получил от издания City Weekly награду «Лучшая роль в фильме, который в противном случае было бы незачем смотреть».

## В ролях
| Актёр             | Роль                 |
| ----------------- | -------------------- |
| Крис Пайн         | Денни                |
| Стивен Веллингтон | Денни в детстве      |
| Фрэнк Герриш      | Анджело (отец Денни) |
| Ди Макалусо       | Лючия (мать Денни)   |
| Эдди Кэй Томас    | Лоренцо (Ларри)      |
| Амелия Праггастис | Мэри                 |
| Остин Роджерс     | Ларри в детстве      |
| Эшлин Йейтс       | Мэри в детстве       |
| Пуч Холл          | Джей                 |
| Анджали Джай      | Лиза                 |
| Джейн Сеймур      | Доктор Эванс         |
| Стивен Тоболовски | Доктор Пёркинс       |

| Актёр             | Роль        |
| ----------------- | ----------- |
| Джоуи Мияшима     | Доктор Сато |
| Сатья Джесудассон | мать Лизы   |
| Икбал Тэба        | отец Лизы   |
| Дхармендер Верма  | Рави        |
| Сендхил Рамамурти | Арвинд      |
| Кэти Миксон       | Сьюзи       |
| Джейма Мэйс       | Мэнди       |
| Джудит Бенезра    | Хайди       |
| Кларисса Лэссиг   | Эмма        |
| Кэти Флинн        | Долорес     |
| Дженни Элден      | Ясмин       |
| Коста Милтон      | Пьетро      |